# NSG Bruch von Gravenbruch
NSG Bruch von Gravenbruch este o arie protejată (arie specială de conservare — SAC, sit de importanță comunitară — SCI) din Germania întinsă pe o suprafață de 73,69 ha, integral pe uscat.

## Localizare
Centrul sitului NSG Bruch von Gravenbruch este situat la coordonatele 50°03′30″N 8°44′19″E / 50.0583°N 8.7386°E.

## Înființare
Situl NSG Bruch von Gravenbruch a fost declarat sit de importanță comunitară în noiembrie 2004 pentru a proteja 10 specii de animale. Situl a fost protejat și ca arie specială de conservare în martie 2008.

## Biodiversitate
Situată în ecoregiunea continentală, aria protejată conține 1 habitat natural: Lacuri eutrofice naturale cu vegetație de tip Magnopotamion sau Hydrocharition.
La baza desemnării sitului se află mai multe specii protejate:
- păsări (9): rață mică (Anas crecca crecca), ciocănitoarea de stejar (Dendrocopos medius), ciocănitoare neagră (Dryocopus martius), becațină comună (Gallinago gallinago), gaia neagră (Milvus migrans), viespar (Pernis apivorus), ciocănitoare verzuie (Picus canus), Rallus aquaticus aquaticus, sitar de pădure (Scolopax rusticola)
- amfibieni (1): triton cu creastă (Triturus cristatus)

Pe lângă speciile protejate, pe teritoriul sitului au mai fost identificate 7 specii de plante, 2 specii de amfibieni, 3 specii de mamifere, 1 specie de reptile.